# ماریانو رومانو
ماریانو رومانو (انگلیسی: Mariano Romano؛ زادهٔ ۷ ژوئیهٔ ۱۹۸۹) بازیکن فوتبال اهل ایتالیا است.
از باشگاه‌هایی که در آن بازی کرده‌است می‌توان به باشگاه فوتبال مونتسا، باشگاه فوتبال ساسولو، باشگاه فوتبال یو. اس. پرگولیتزه، و باشگاه فوتبال روبور سیه‌نا اشاره کرد.